# Pseudocalotes flavigula
Pseudocalotes flavigula är en ödleart som beskrevs av  Smith 1924. Pseudocalotes flavigula ingår i släktet Pseudocalotes och familjen agamer. Inga underarter finns listade i Catalogue of Life.